# (2700) Baikonur
(2700) Baikonur (1976 YP7) – planetoida z grupy pasa głównego asteroid okrążająca Słońce w ciągu 4,96 lat w średniej odległości 2,91 j.a. Odkryta 20 grudnia 1976 roku.